# Chiretolpis postdivisa
Chiretolpis postdivisa är en fjärilsart som beskrevs av Rothschild 1916. Chiretolpis postdivisa ingår i släktet Chiretolpis och familjen björnspinnare. Inga underarter finns listade i Catalogue of Life.